# Chelsea (Massachusetts)
Chelsea – miasto w Stanach Zjednoczonych, w hrabstwie Suffolk, oddzielone Mystic River od Bostonu.

## Religia
- parafia św. Stanisława Biskupa i Męczennika

## Ośrodki polonijne
- Polish American Veterans Hall
- Polish Falcons Nest
- Polish Political Club